# Липский, Олдржих
Олдржих Липский (чеш. Oldřich Lipský, 4 июля 1924, Пельгржимов — 19 октября 1986, Прага) — чехословацкий кинорежиссёр, актёр, сценарист. Специализировался на комедиях, пародийных, сатирических и детских фильмах, в которые часто добавлял элемент фантастики.

## Биография
Родился в небольшом чешском городе Пельгржимове. Родители, увлечённые театром энтузиасты, привили детям любовь к искусству. Старший брат — актёр Любомир Липский.
Летом 1945 года переехал в Прагу, где изучал право и философию. Через некоторое время отдаёт предпочтение театру, работает в качестве актёра, режиссёра и художественного руководителя Театра сатиры, возникшего из руководимой им любительской труппы. Ставит спектакли в «Театре государственного кино», используя широкий экран с несколькими проекторами. Работает в качестве режиссёра в Театре пражской эстрады. После закрытия Театра сатиры работал в кино на студии Баррандов, сначала в качестве сценариста и ассистента режиссёра, а в дальнейшем самостоятельно. Его первый собственный фильм был снят в 1954 году. Начиная с фильма «Человек первого века» (1962), Липский стал часто обращаться к фантастике. Сыгравший в нём главную роль Милош Копецкий стал постоянным актёром Липского, чаще всего играя в его фильмах главных злодеев.
Известность и признание пришли к Липскому после создания пародийного вестерна «Лимонадный Джо», который был награждён «Серебряной раковиной» и специальным призом ФИПРЕССИ на фестивале в Сан Себастьяне. Он работал в творческом союзе с Иржи Брдечкой (также постоянным сценаристом Карела Земана) и снял по его сценариям три пародийные приключенческие комедии — «Лимонадный Джо», «Адела ещё не ужинала» (пародия на супершпионские детективы) и «Тайна Карпатского замка» (ироничная экранизация Жюля Верна). В «Лимонадном Джо» Липский использовал анимационные вставки Иржи Трнки, а в фильмах «Адела ещё не ужинала» и «Тайна карпатского замка» — Яна Шванкмайера. Два этих фильма также содержат элементы стимпанка. 
Многие фильмы Олдржиха Липского ориентированы на детей. Любимой темой режиссёра был цирк, ему посвящены в том числе популярные у советского зрителя комедии «Шесть медведей и клоун Цибулька» и «Соло для слона с оркестром». Взрослые же фильмы Липского, такие как «Человек первого века», «Я убил Эйнштейна, господа», «Сердечный привет с земного шара», представляли собой сатирическую комедийную фантастику.

## Фильмография
- 1951 — Курица и пономарь / Slepice a kostelník (совместно с Яном Стрейчиком)
- 1954 — Haškovy povídky ze starého mocnářství (совместно с Мирославом Хуба́чеком)
- 1954 — Представление состоится / Cirkus bude!
- 1955 — Образцовый кинематограф Ярослава Гашека / Vzorný kinematograf Haška Jaroslava
- 1958 — Звезда едет на юг / Hvězda jede na jih
- 1960 — Obrazový průvodce
- 1960 — Cirkus jede
- 1961 — Человек первого века / Muž z prvního století
- 1964 — Лимонадный Джо / Limonádový Joe aneb Koňská opera
- 1967 — Хэппи-энд / Happy end
- 1969 — Я убил Эйнштейна, господа (Стать Эйнштейном) / Zabil jsem Einsteina, pánové
- 1970 — Четырех убийств достаточно, дорогой / Čtyři vraždy stačí, drahoušku!
- 1971 — Соломенная шляпка / Slaměný klobouk
- 1972 — Шесть медведей и клоун Цибулька / Šest medvědů s Cibulkou
- 1973 — Веселая экскурсия (Трое в пути) / Tři chlapi na cestách
- 1974 — Вычисленное счастье (Яхим, брось его в машину) / Jáchyme, hoď ho do stroje
- 1975 — Соло для слона с оркестром / Cirkus v cirkuse
- 1976 — Маречек, подайте мне ручку! / Marečku, podejte mi pero!
- 1976 — Да здравствуют духи! / Ať žijí duchové!
- 1977 — Адела ещё не ужинала / Adéla ještě nevečeřela
- 1980 — Ну как же так, доктор! / Ale doktore!
- 1981 — Тайна карпатского замка / Tajemství hradu v Karpatech
- 1982 — Сердечный привет с земного шара / Srdečný pozdrav ze zeměkoule
- 1983 — Три ветерана / Tři veteráni (один из авторов сценария)
- 1986 — Большое кинематографическое ограбление / Velká filmová loupež